# Фірсовське сільське поселення
Фі́рсовське сільське поселення (рос. Фирсовское сельское поселение) — сільське поселення у складі Стрітенського району Забайкальського краю Росії.
Адміністративний центр — село Фірсово.

## Історія
2013 року було утворено село Фірсово 1-е шляхом виділення частини зі складу села Фірсово.

## Населення
Населення сільського поселення становить 722 особи (2019; 901 у 2010, 1055 у 2002).

## Склад
До складу сільського поселення входять:
| Населений пункт   | Населення, осіб (2002) | Населення, осіб (2010) |
| ----------------- | ---------------------- | ---------------------- |
| Борі, село        | 276                    | 236                    |
| Кудея, село       | 134                    | 122                    |
| Уктича, село      | 87                     | 68                     |
| Фірсово, село     | 558                    | 475                    |
| Фірсово 1-е, село | -                      | -                      |